# Finale Copa del Rey 1993
De finale van de Copa del Rey van het seizoen 1992/93 werd gehouden op 26 juni 1993 in het Estadio Mestalla in Valencia. Real Madrid nam het op tegen Real Zaragoza. De Koninklijken wonnen met 2-0.

## Wedstrijd
|                        |                         |       |               |                                                                                                 |
| 26 juni 1993 21:00 MET | Real Madrid             | 2 – 0 | Real Zaragoza | Estadio Mestalla, Valencia Toeschouwers: 42.000 Scheidsrechter: Joaquín Urío Velázquez (Spanje) |
| 26 juni 1993 21:00 MET | Butragueño 29' Lasa 78' |       |               | Estadio Mestalla, Valencia Toeschouwers: 42.000 Scheidsrechter: Joaquín Urío Velázquez (Spanje) |

| Real Madrid | Real Zaragoza |

| Real Madrid:   |    |                      |     |
|                |    |                      |     |
| GK             | 1  | Francisco Buyo       |     |
| RB             | 2  | Chendo               | 75' |
| CB             | 4  | Nando                | 8'  |
| CB             | 5  | Manuel Sanchís       |     |
| LB             | 3  | Mikel Lasa           | 84' |
| CM             | 8  | Míchel               |     |
| CM             | 10 | Luis Milla           |     |
| CM             | 6  | Fernando Hierro      |     |
| LM             | 11 | Francisco Villarroya |     |
| CF             | 7  | Emilio Butragueño    |     |
| CF             | 9  | Alfonso              | 64' |
| Wisselspelers: |    |                      |     |
| DF             | 14 | Luis Miguel Ramis    | 75' |
| FW             | 16 | Juan Esnáider        | 64' |
| Coach:         |    |                      |     |
| Benito Floro   |    |                      |     |

| Real Zaragoza:   |    |                      |     |
|                  |    |                      |     |
| GK               | 1  | Andoni Cedrún        |     |
| RB               | 2  | Jesús Ángel Solana   | 74' |
| CB               | 4  | Narcís Julià         | 62' |
| CB               | 6  | Xavier Aguado        | 5'  |
| LB               | 3  | Esteban              |     |
| RM               | 5  | Alberto Belsué       | 44' |
| CM               | 8  | Jesús García Sanjuán |     |
| LM               | 10 | José Aurelio Gay     | 88' |
| AM               | 11 | Gustavo Poyet        | 32' |
| CF               | 7  | Moisés               | 72' |
| CF               | 9  | Francisco Higuera    |     |
| Wisselspelers:   |    |                      |     |
| MF               | 12 | Lizarralde           | 62' |
| FW               | 15 | Jesús Seba           | 72' |
| Coach:           |    |                      |     |
| Víctor Fernández |    |                      |     |